# Ubuntu Cola
Ubuntu Cola è una cola, caratterizzata dalla certificazione Fairtrade Foundation e prodotta esclusivamente con zucchero del commercio equo e solidale, proveniente da Malawi e Zambia. Commercializzata in Regno Unito, Irlanda, Norvegia, Svezia, Belgio e Italia (tramite la coop. Vagamondi di Formigine, in provincia di Modena), è disponibile nelle Botteghe del Mondo, in diversi esercizi italiani (tra i quali Eataly) e in alcuni negozi online.
Ubuntu Cola è disponibile in lattine da 330 ml, bottiglie PET da mezzo litro e bottiglie in vetro da 275 ml e da 1 litro.

## Nome
Deriva il suo nome dal concetto filosofico di Ubuntu, per il resto non è legata in alcun modo all'omonimo sistema operativo.

## Sull'etichetta
Bibita analcolica gassata, prodotta con estratti vegetali e di frutta.
Ingredienti: acqua gassata, zucchero, colorante, caramello E150d, acidificante: acido fosforico, conservante: sorbato di potassio, aromi: caffeina, aromi naturali.
Etichetta nutrizionale della lattina da 330 ml. per 100 ml.: Energia 178 kjoule / 42 kcalorie - Grassi 0,0 g, di cui saturi 0,0 g - Carboidrati 10,4 g - Zuccheri 10,4 g - Fibre 0,0 g - Proteine 0,0 g - Sale 0,0 g Codice a barre 5060155610146.